# Heinz Nixdorf MuseumsForum

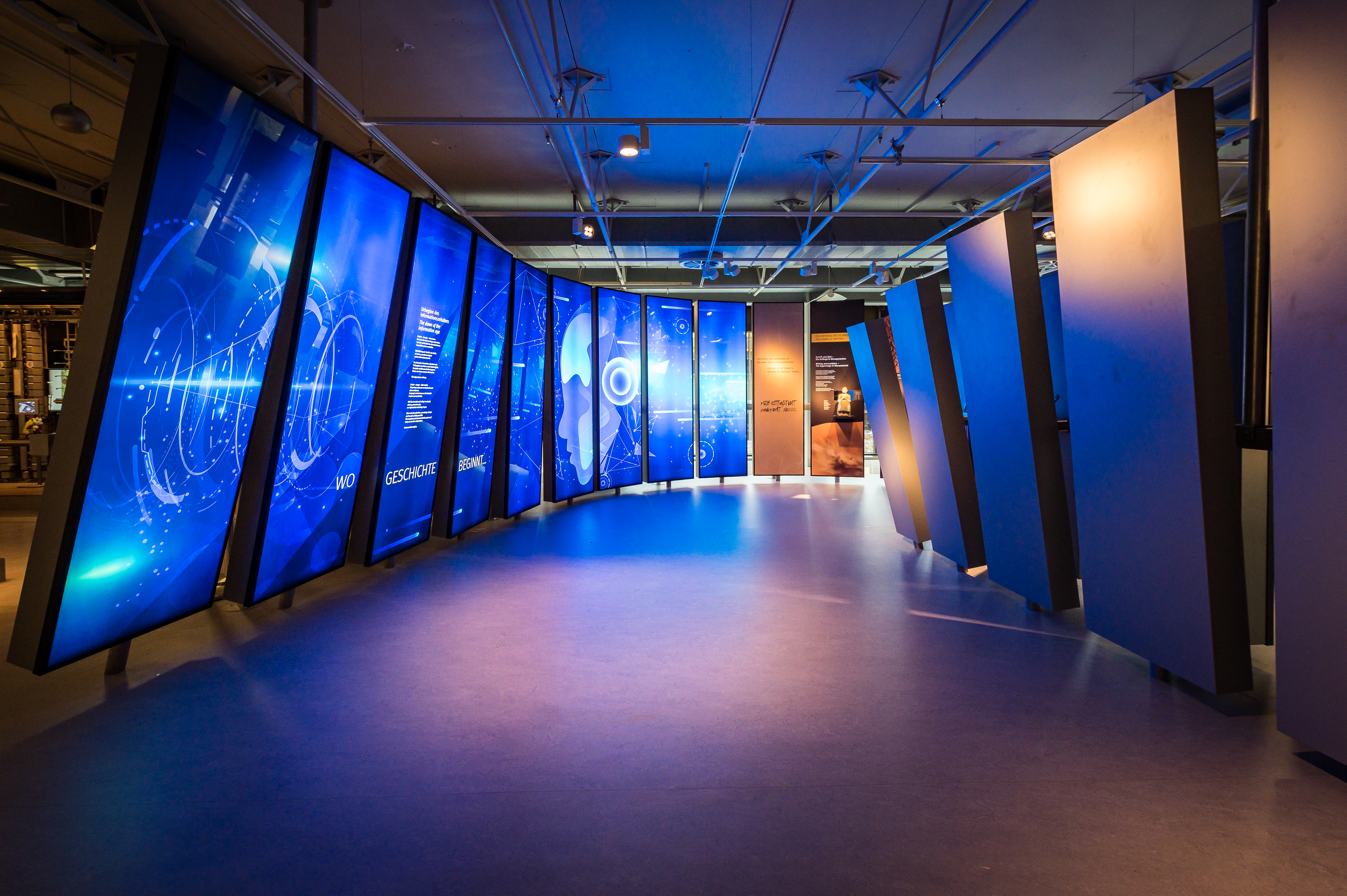
Eingangsbereich zur Ausstellung im Heinz Nixdorf MuseumsForum, Paderborn

Das Heinz Nixdorf MuseumsForum (HNF) in Paderborn ist ein Computermuseum.
Benannt ist es nach dem Paderborner Computerpionier und Wirtschaftsunternehmer Heinz Nixdorf.

## Geschichte
1977 erhält Heinz Nixdorf bei den Feierlichkeiten zum Firmenjubiläum 25 Jahre Nixdorf Computer AG zahlreiche Geschenke in der Form von historischen Büromaschinen, welche ihn auf die Idee brachten diese zu einer Sammlung auszubauen für ein   Computermuseum. Die Museumsidee wird in den Jahren 1983/1984 konkreter durch Ankäufe mit Unterstützung des Kölner Büromaschinenexperten Uwe Breker. 1985 lässt sich der Unternehmer ein erstes Ausstellungskonzept erstellen von Ludwig Thürmer und seinen Partnern, welches aber noch ortsneutral ist. 1986 stirbt Heinz Nixdorf unerwartet. Der Nixdorf-Mitarbeiter Willi Lenz, auch Mitglied im Arbeitskreis „Computermuseum“, hält die Idee im Gespräch mit der Stadt Paderborn und kann 1990 einen positiven Ratsbeschluss der Stadt zur Errichtung erwirken.
In den Jahren 1992 bis 1996 wurde das HNF in den Räumlichkeiten der ehemaligen Hauptverwaltung der Nixdorf Computer AG von den Berliner Architekten Ludwig Thürmer und  Gerhard Diel und einem Wissenschaftsteam um den Mathematiker Norbert Ryska konzipiert und errichtet. Im Beisein des damaligen Bundeskanzlers Helmut Kohl wurde das Haus am 24. Oktober 1996 eröffnet und hat durchschnittlich über 110.000 Besucher jährlich, so dass bereits die 2,4 Mio. Besuchergrenze überschritten wurde. Getragen wird die Einrichtung von der Stiftung Westfalen; neben der Heinz Nixdorf Stiftung, entstanden aus dem Nachlass von Heinz Nixdorf.

## Ausstellung
Das Museum präsentiert in seiner Dauerausstellung 5.000 Jahre Geschichte der Informations- und Kommunikationstechnik. In einer historischen Zeitreise wird der Bogen gespannt, von der Entstehung der Schrift in Mesopotamien um etwa 3.000 vor Christus, bis zu aktuellen Themen wie dem Internet, künstlicher Intelligenz und der Robotik. Auf 6.000 Quadratmetern sind mehr als 5.000 Exponate zu sehen, die auf zwei Etagen organisiert sind. Insgesamt verwahrt das Museum etwa 25.000 Objekte. Einige Museumsobjekte sind in museum-digital, einer Online-Datenbank, abrufbar.

### Erstes Obergeschoss
Im ersten Obergeschoss findet der Besucher die historischen Themen. Der Hintergrund der Informatik als Lehre von der automatischen Verarbeitung von Information, die in der Erfindung der Computer mündet, wird hier grundsätzlich beleuchtet. Information in Form von Schrift, Sprache und Mathematik wird in allen drei Aspekten aufgegriffen.
Die Themen sind:

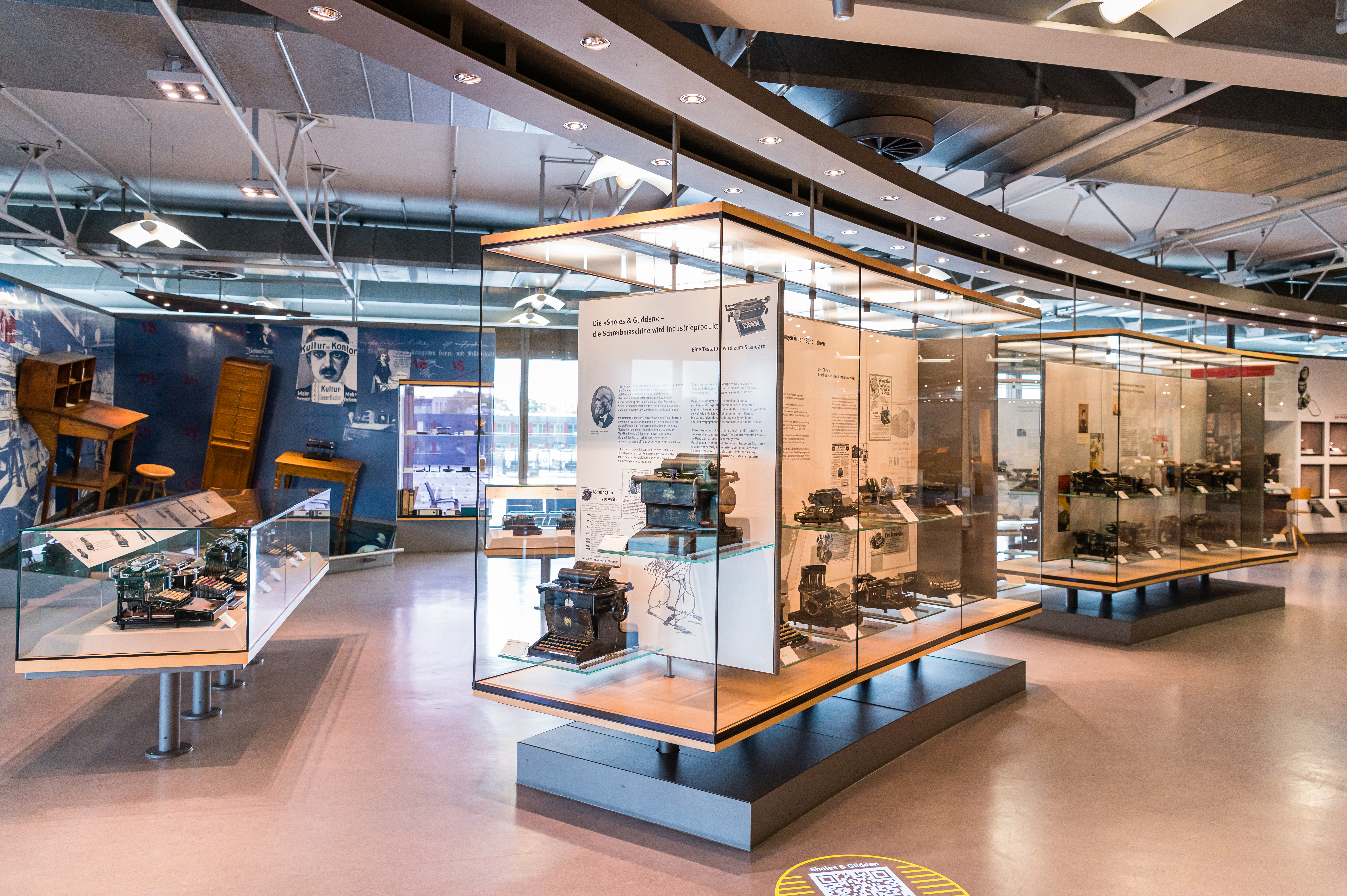
Blick in die Ausstellungseinheit Schreibmaschinen

- Die Entstehung der Schrift: von mesopotamischen Tonkugeln über Keilschrift und Hieroglyphen, bis hin zum klassischen Buchdruck und der Linotype-Setzmaschine. Eine beginnende Automatisierung wird mit der Einführung der Schreibmaschine beschritten.
- Rechnen und Rechenmaschinen: vom Abakus über Rechenstäbchen zu den Rechenautomaten von Pascal und Leibniz bis hin zu deren moderneren Ausprägungen der Sprossenrad-Rechenmaschinen. Ebenso ist eine Sammlung von Registrierkassen als Anwendung der Rechenmaschinen ausgestellt.
- Historie der Telegrafie: beginnend mit dem ersten Telegraf von Morse über frühe Telefonie bis hin zu einer Vermittlungsstelle mit Hebdrehwählern.

Die beginnende Konvergenz der verschiedenen Technologien wird konsequent in den Ausstellungsstücken zur Büroautomatisierung aufgegriffen; allen voran mit Geräten aus dem Haus des IBM-Vorgängers Hollerith. Es bleibt aber ebenfalls Raum für Exoten wie den „Schachtürken“, eine mechanische Webstuhlsteuerung und die frühen Computer wie ENIAC oder die Systeme von Zuse.
Ein besonderer Bereich bleibt hier auch der Kryptografie vorbehalten, in dem von frühen Chiffren aus der Antike bis zur Enigma die Geschichte der Verschlüsselung vorgestellt wird.

### Zweites Obergeschoss

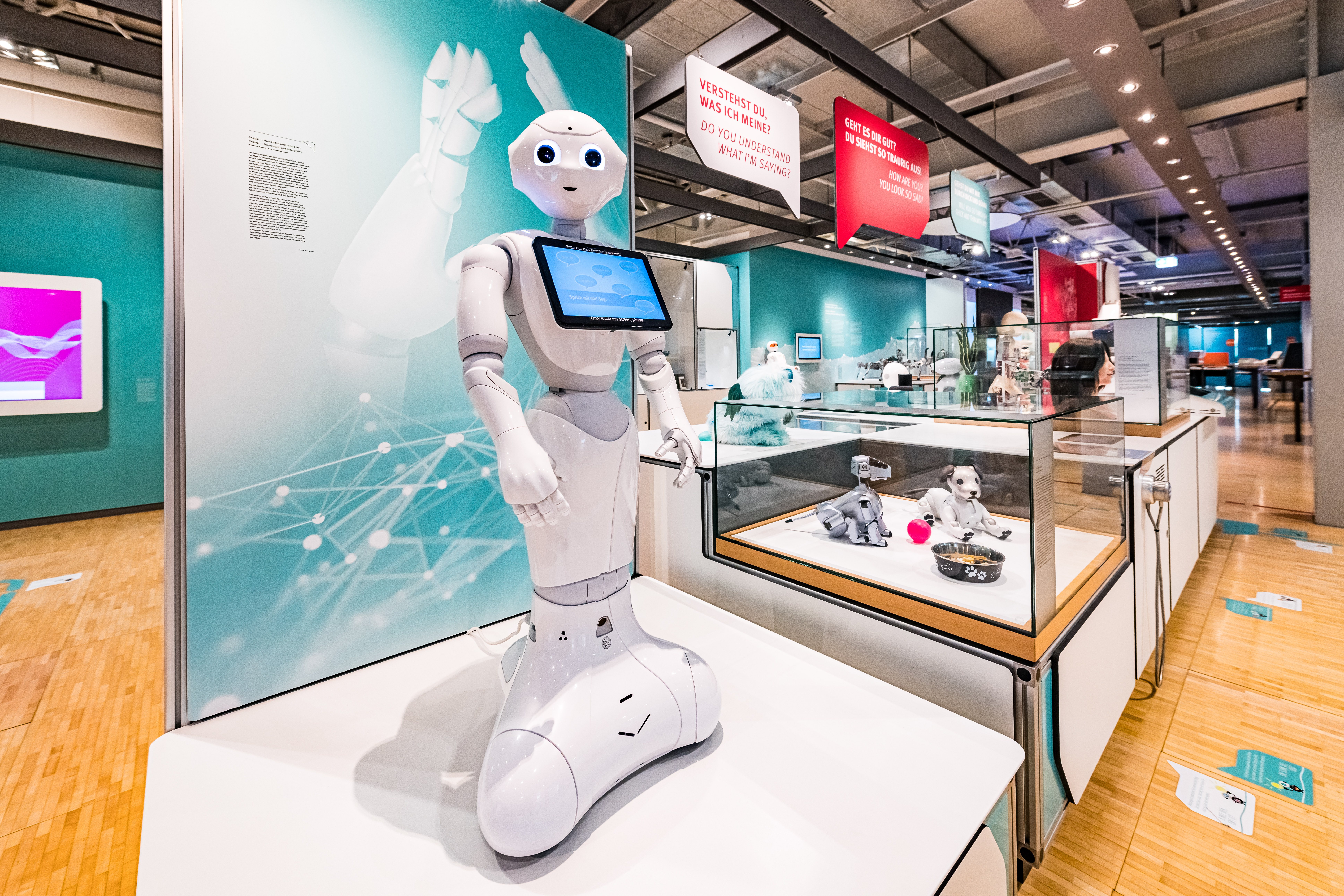
Ausstellungseinheit Künstliche Intelligenz (KI) und Robotik

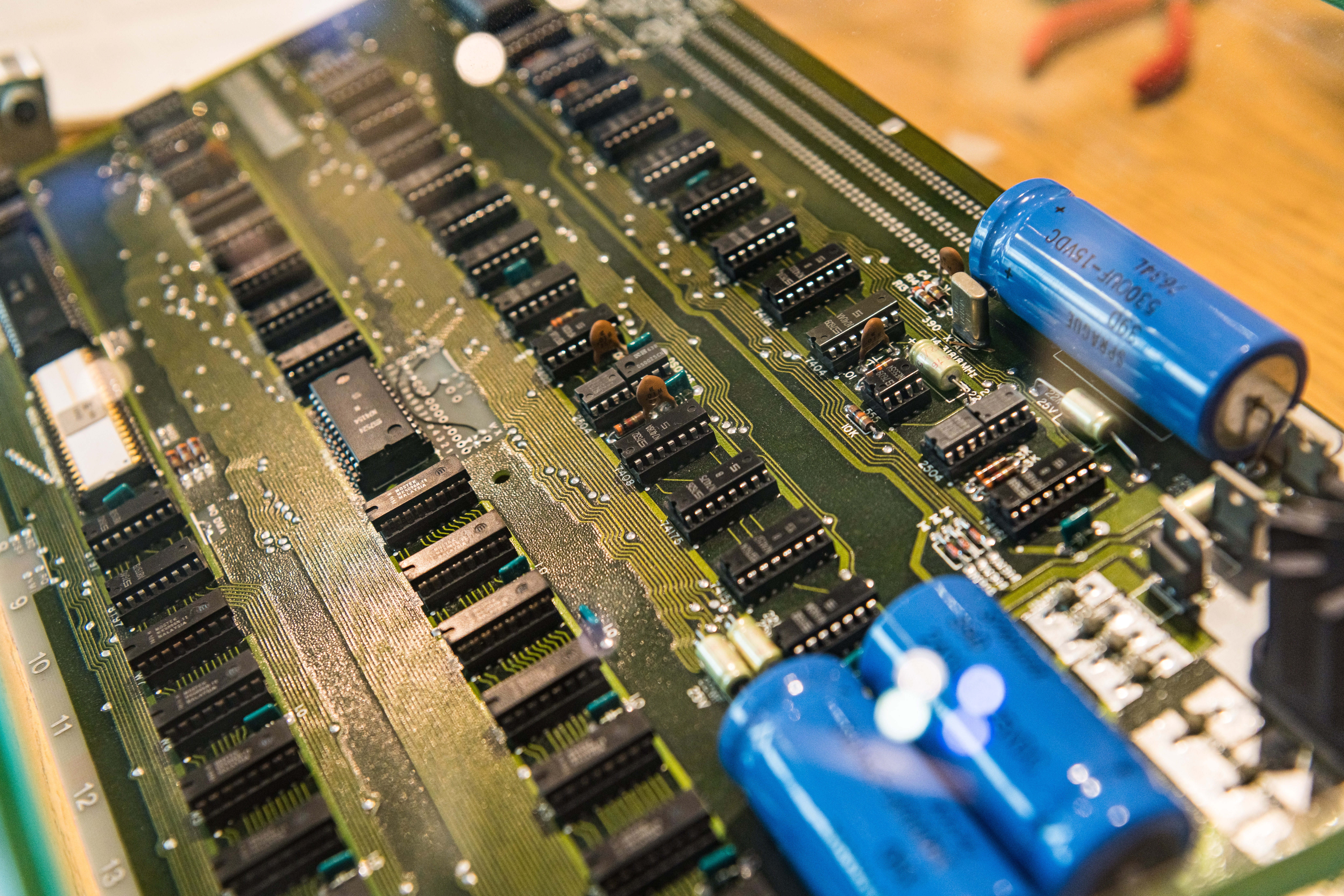
Detailaufnahme Apple I

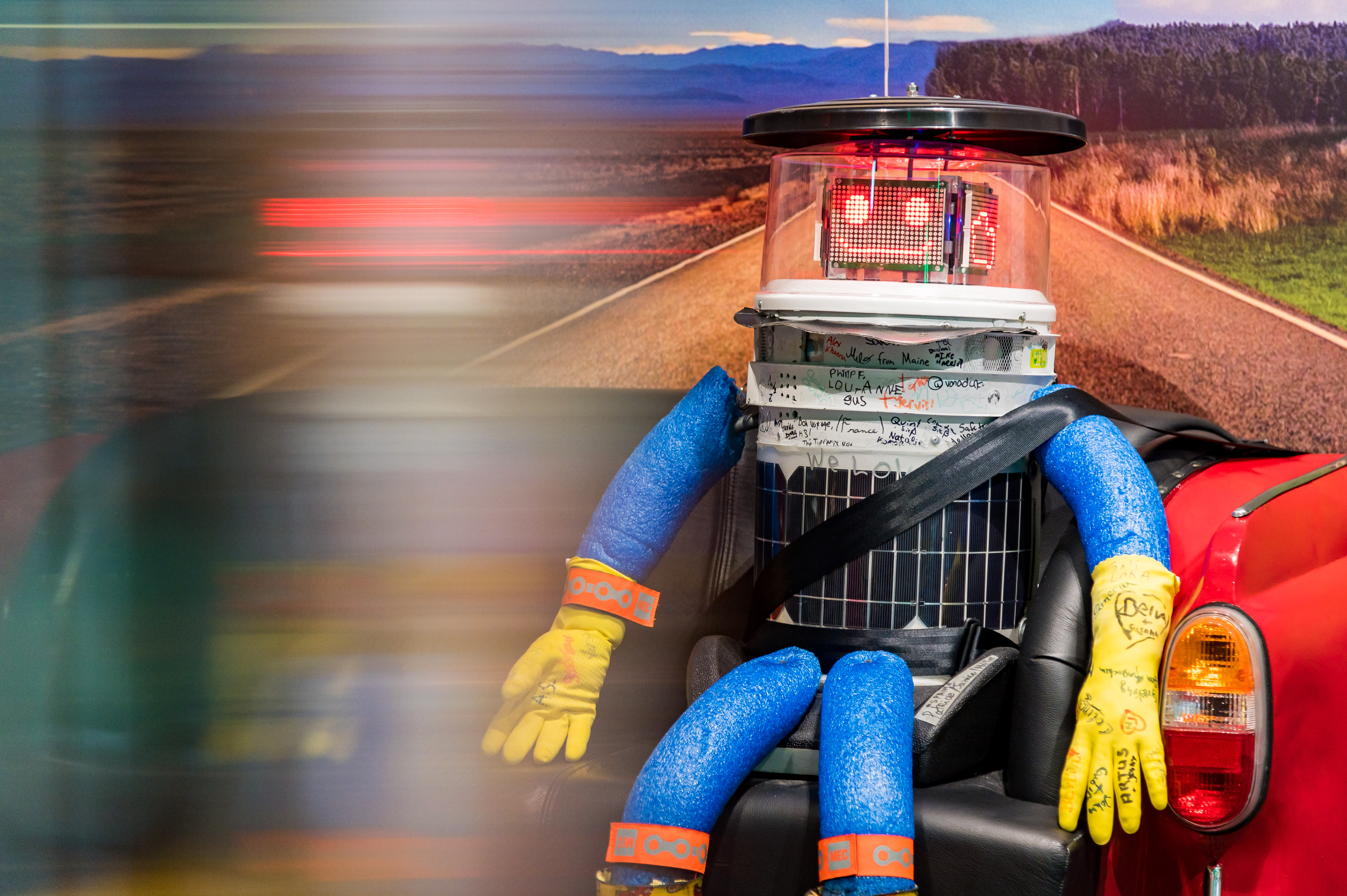
Im zweiten Obergeschoss des HNF zu sehen: Der Roboter hitchBOT

Im zweiten Obergeschoss finden sich die moderneren Ausprägungen der Computer. Die Sortierung ist hier weniger zeitlich als thematisch gehalten. Die Themen sind ebenfalls breit gefächert und decken die gesamte Palette vom Heimcomputer und Videospiel bis zum Supercomputer mit vielen ihrer Anwendungen ab.
Der Einstieg wird mit frühen Computern und der Entwicklung von der Röhre über das Relais hin zu Transistor-basierten Systemen gemacht. Eine eigene Abteilung widmet sich später dem Mikroprozessor und seiner Fertigung.
Dem PC als wichtigem Schritt hin zur umfassenden Verfügbarkeit als Bürogerät wird ebenso ein Bereich gewidmet, wie den Systemen der mittleren Datentechnik. Der Schritt vom PC zum Heimcomputer wird mit einer kompletten Sammlung von Klassikern wie zum Beispiel dem Altair 8800, Apple Lisa oder C64 dokumentiert.
Ein besonderes Schmuckstück ist der Supercomputer Cray-2.
Beeindruckend sind die Exponate zu aktuellen Themen wie Robotik, Neuen Medien, Wearable Computing und künstliche neuronale Netze.
Das besondere an der Ausstellung ist, dass zu allen Themen und Zeiten immer wieder, neben den reinen Exponaten und den ausführlichen Erläuterungen, Experimente, Aufgaben und Beispiele in die Ausstellung integriert sind, die dem Besucher die Möglichkeit zu eigenen Erfahrungen und zum Ausprobieren geben.

### Drittes Obergeschoss
Das dritte Obergeschoss beherbergt ein Schülerlabor und ein Schülerforschungszentrum. Zudem wird die Fläche für zeitlich begrenzte Ausstellungen und für Seminare und Weiterbildungen genutzt. Bis zum 20. Juli 2008 war dort z. B. die Sonderausstellung „Zahlen, bitte! Die wunderbare Welt von null bis unendlich“ zu sehen. Vom 18. Januar bis 5. Juli 2009 wurde die Sonderausstellung „Computer.Sport“ gezeigt. Die Sonderausstellung „Codes und Clowns. Claude Shannon - Jongleur der Wissenschaft“ war vom 6. November 2009 bis 28. Februar 2010 für die Besucher geöffnet. Das HNF bildete am 18. Oktober 2012 den Startschuss für die weltweite Tournee des „Max Planck Science Tunnels“, der bis zum 24. Februar 2013 gezeigt wurde. Vom 2. September 2015 bis zum 10. Juli 2016 wurde die vielbesprochene Ausstellung „Am Anfang war Ada - Frauen in der Computergeschichte“ präsentiert. Das Jahr 2019 stand im Zeichen der Sonderausstellung „Aufbruch ins All – Raumfahrt erleben“. Zum 25-jährigen Jubiläum im Oktober 2021 wurde die Sonderausstellung „Papierflieger und Gummitwist - Informatik zum Mitmachen“ eröffnet.

## Besonderheiten
Ein umfangreiches Veranstaltungsangebot ergänzt die Dauerausstellung. Vortragsreihen, Diskussionen und Kongresse thematisieren Fragen der Informationsgesellschaft. In Programmen der Museumspädagogik können Kinder unter anderem mit dem Abakus rechnen, Geheimschriften lernen oder Roboter bauen. Führungen finden zu zahlreichen Themen statt. Man kann sich jederzeit den Film „Zehn Hoch“ ansehen. Bis 2009 war im HNF das Business Forum, eine Weiterbildungs- und Qualifizierungsplattform in den Bereichen Technologietrends, E-Business und Kompetenzentwicklung untergebracht. 
In den Jahren 2000 und 2016 war das HNF Veranstaltungsort des Bundeswettbewerbs „Jugend forscht“. Seit 2010 richtet das HNF als Patenunternehmen jährlich den Regionalwettbewerb "Jugend forscht – Schüler experimentieren" aus.
Im Jahr 2014 wurde das zentraleuropäische Finale der First Lego League im HNF ausgetragen. Der jährliche Regionalwettbewerb der FIRST LEGO League findet in Kooperation des HNF mit der Initiative „Paderborn ist Informatik“ statt.
Der WDR Computerclub sendete drei Sondersendungen mit dem Namen WDR-ComputerNacht live aus dem HNF. Diese Sendungen wurden jeweils an einem Wochenende am Jahresende der Jahre 1998, 1999 und 2001 veranstaltet.
Von 2001 bis 2005 war das HNF jährlicher Austragungsort der „RoboCup German Open“.
Seit 2004 ist das HNF Austragungsort des Schachturniers Paderborner „Schachtürken-Cup“.
Der Avatar Max ist ein virtueller Agent, der als Museumsführer im Heinz Nixdorf MuseumsForum in Paderborn eingesetzt wird. Auf Grundlage einer BDI-Architektur verfügt Max über proaktive Fähigkeiten, die es ihm erlauben, Menschen anzusprechen und in ein Gespräch zu verwickeln.